# Сао Томе и Принсипе на Светском првенству у атлетици на отвореном 2019.
Сао Томе и Принсипе је учествовао на 17. Светском првенству у атлетици на отвореном 2019. одржаном у Дохи од 27. септембра до 6. октобра седамнаести пут, односно учествовао је на свим првенствима до данас. Репрезентацију Сао Томе и Принсипа представљала је 1 атлетичарка која се такмичила у трци на 100 метара.,
На овом првенству такмичарка Сао Томе и Принсипе није освојила ниједну медаљу нити је остварила неки резулат.

## Учесници
Жене:
- Горете Семедо — 100 м

## Резултати

### Жене
| Атлетичарка   | Дисциплина | Лични рекорд | Квалификације | Квалификације | Полуфинале            | Полуфинале            | Финале                | Финале  | Детаљи |
| Атлетичарка   | Дисциплина | Лични рекорд | Резултат      | Место         | Резултат              | Место                 | Резултат              | Место   | Детаљи |
| ------------- | ---------- | ------------ | ------------- | ------------- | --------------------- | --------------------- | --------------------- | ------- | ------ |
| Горете Семедо | 100 м      | 12,16        | 12,17         | 8. гр. 2      | Није се квалификовала | Није се квалификовала | Није се квалификовала | 44 / 47 |        |